# Via Sublacensis
Die Via Sublacensis war eine Staatsstraße (via publica) des Römischen Reiches.
Sie verband die Stadt Sublaqueum mit der Via Valeria. Nach Frontinus wurde sie erst in neronischer Zeit gepflastert.
Die Straße wurde das ganze Mittelalter hindurch weiter benutzt. Papst Pius VI. ließ die Straße neuanlegen, wobei der größte Teil des alten Verlaufs weiter benutzt wurde.
Sie entspricht in etwa der heutigen strada statale 411 Sublacense.